# هو (قنا)
قرية هو هي إحدى القرى التابعة لمركز نجع حمادى في محافظة قنا في جمهورية مصر العربية. حسب إحصاءات سنة 2006، بلغ إجمالي السكان في هو 58062 نسمة، منهم 29744 رجل و28318 امرأة.